# Sognolles-en-Montois
Sognolles-en-Montois – miejscowość i gmina we Francji, w regionie Île-de-France, w departamencie Sekwana i Marna.
Według danych na rok 1990 gminę zamieszkiwały 253 osoby, a gęstość zaludnienia wynosiła 25 osób/km² (wśród 1287 gmin regionu Île-de-France Sognolles-en-Montois plasuje się na 956. miejscu pod względem liczby ludności, natomiast pod względem powierzchni na miejscu 372.).